# Accary
Accary et Compagnie war ein französischer Hersteller von Automobilen.

## Unternehmensgeschichte
Das Unternehmen wurde 1894 in Paris gegründet. Zunächst entstanden Zubehörteile für Automobile, später komplette Fahrgestelle. 1913 begann die Produktion von Automobilen. Der Markenname lautete zunächst Accary, später Hedea oder Hédéa. 1914 endete die Produktion.

## Fahrzeuge
Das Unternehmen stellte verschiedene Modelle her. Die Einbaumotoren kamen von Chapuis-Dornier. Dabei handelte es sich um Vierzylindermotoren mit seitlichen Ventilen. Der Hubraum betrug wahlweise 1460 cm³, 1795 cm³, 2120 cm³, 2296 cm³, 2994 cm³ oder 3014 cm³. Die Motoren waren vorne im Fahrzeug montiert und trieben über eine Kardanwelle die Hinterachse an. Zur Wahl standen zwei- und viersitzige Tourenwagen sowie ein Coupé de Ville.